# 凤阳站 (忠清北道)
鳳陽站（：／ Bongyang yeok */?）是中央線沿線的一座鐵路車站，同時也是忠北線的終點站，位于韓國忠清北道堤川市鳳陽邑長坪里，有ITX-新村和無窮花號列車停靠。

## 車站結構
站體為2面6線的側式月台。

### 月台配置
| ↑ 原州（中央線）／↑ 三灘（忠北線） |
| \| ２                              |
| 堤川 ↓                             |

| 月台 | 路線          | 車種              | 目的地                  |
| ---- | ------------- | ----------------- | ----------------------- |
| 1    | 中央線 忠北線 | ITX-新村 無窮花號 | 往 鳥致院、清涼里方向   |
| 2    | 中央線 忠北線 | ITX-新村 無窮花號 | 往 堤川、安東、釜田方向 |

## 历史
- 1941年7月1日：开始使用。

## 相鄰車站
韓國鐵道公社
中央線
雲鶴信號場－鳳陽－堤川操车场
忠北線
公田－鳳陽